# Albatrosi
Albatrosi ili burevjesnici (Diomedeidae) su najčešće ptice subpolarnih voda Antarktike, iako ih se može sresti u umjerenim, pa i u tropskim morima.
Najveći među njima je albatros lutalica, koji može imati raspon krila i do 3,60 m. Manje vrste mogu imati raspon krila do 2,50 m. Svi albatrosi grade gnijezda u obliku humaka od zemlje i trave, i to uglavnom na vjetrovitim padinama, jer su građeni poput savršenih jedrilica, pa pri polijetanju trebaju dovoljno vjetra u lice i/ili strmi zalet. 
Na otvorenome moru je albatrose lako prepoznati po letu: brzo slijetaju niz vjetar među valove, naglo se okreću i strmo uzlijeću uz vjetar te kruže oko brodova, a da ni jednom ne zamahnu krilima. Albatrosi nisu jedine subantartičke morske ptice. Na južnim se otocima naveliko gnijezde burnice, pingvini, galebovi, vranci, čigre i pomorci itd.

## Razmnožavanje
Naročito je neobično udvaračko kočoperenje albatrosa lutalice, koje je popraćeno nevjerojatno raznolikim kričavim i blobotavim glasanjem te raznovrsnim pozama, a jedna od njih je i potpuno širenje krila. Pare se svake druge godine jer cijeli ciklus, počevši od dolaska roditelja na gnjezdište pa do odlaska ptića, može potrajati 380 dana. Neke se manje vrste ipak pare svake godine.
Tisuće albatrosa svake se godine vraća, radi parenja, na sjeverni dio otoka Južna Georgia. Na jajetu leže oba roditelja, a mladi ptić se vali nakon otprilike 70 dana. Kako se hrani poluprobavljenom ribom iz roditeljskoga kljuna, ptić brzo raste. Nakon tri mjeseca roditelji ga više ne čuvaju i hrane ga samo povremeno. Zapadnji vjetrovi u albatroskim krajevima južne polutke glavni su uzrok lutanju tih ptica. Neki albatrosi provode zimu čak više od 12000 km udaljeni od svojih gnjezdišta.

## Vanjske poveznice
- BirdLife International Kampanja za spašavanje albatrosa  Arhivirana inačica izvorne stranice od 7. kolovoza 2007. (Wayback Machine) (en)
- Sporazum o očuvanju albatrosa i burnica (ACAP) (en)
- Albatrosi: Stranica porodice Don Robersona  Arhivirana inačica izvorne stranice od 4. studenoga 2008. (Wayback Machine) (en)
- Odabir videa s albatrosima  Arhivirana inačica izvorne stranice od 6. lipnja 2008. (Wayback Machine) (en)

## Drugi projekti
|  | Zajednički poslužitelj ima stranicu o temi Albatrosi |
|  | Wikivrste imaju podatke o taksonu Albatrosima        |